# Centrala Zjednoczenia Klasowych Związków Zawodowych w Rzeczypospolitej Polskiej
Centrala Zjednoczenia Klasowych Związków Zawodowych w Rzeczypospolitej Polskiej  (CZKZZ, do 1929 jako  Centralne Zrzeszenie Klasowych Związków Zawodowych w Polsce) – prosanacyjna centrala związków zawodowych działająca w okresie 1928–1939, powstała wskutek rozłamu w Związku Stowarzyszeń Zawodowych. Wskutek rozłamu w 1931 r., zorganizowanego przez Jędrzeja Moraczewskiego stała się nieznaczącą organizacją związkową. Zaprzestała działalności w 1939 r.

## Historia
Centrala powstała jako konsekwencja rozłamu w Polskiej Partii Socjalistycznej i wyodrębnieniu się PPS – dawna Frakcja Rewolucyjna. Rozłam polityczny spowodował również rozłam w klasowym Związku Stowarzyszeń Zawodowych, który opuściły organizacje – głównie w Warszawie – związane z Rajmundem Jaworowskim. Centrala została powołana 30 października 1928 na konferencji zarządów głównych dziesięciu związków. Wyłoniono wówczas Zarząd w składzie: Wacław Preis (prezes), Józef Niski, Edmund Morawski, Stanisław Celejewski (wiceprezesi), Zygmunt Gardecki (sekretarz generalny. IV (I) Kongres odbył się w 30 maja – 1 czerwca 1929. Centrala zrzeszała wówczas ok. 65 tys. członków. Przewodniczącym ponownie został Wacław Preis, wiceprezesem Antoni Pączek, sekretarzem generalnym Zygmunt Gardecki, zaś skarbnikiem Władysław Koszla.
Od grudnia 1930 w centrali w wyniku podziały funkcjonowały podwójne władze. Jednej grupie CZKZZ, przewodniczył Jędrzej Moraczewski, sekretarzem był Zygmunt Gardecki. Drugą grupą CZKZZ kierował Rajmund Jaworowski, a sekretarzem generalnym był Adam Szczypiorski. Pod hasłem niezależności i bezpartyjności związków zawodowych – działając z inspiracji BBWR, Moraczewski doprowadził do ostatecznego rozłamu w CZKZZ w marcu 1931 r. odbywając odrębny Kongres reprezentujący ponad 50% dotychczasowego składu centrali. W maju 1931 grupa ta doprowadziła do utworzenia nowej centrali Związku Związków Zawodowych (ZZZ).
W marcu 1931 r. odbył się jednocześnie V (II) Kongres CZKZZ, który uznając PPS dawną Frakcję Rewolucyjną za bratnią organizację wyłonił nowe władze w składzie: Rajmund Jaworowski – prezes, Edmund Morawski, Wacław Preis – wiceprezesi, Adam Szczypiorski – sekretarz generalny, Władysław Mendin – skarbnik. Dla odróżnienia od związków Moraczewskiego (działały bowiem równoległe dwie centrale o tej samej nazwie), przyjęto nazwę Centrala Zjednoczenia Klasowych Związków Zawodowych.
Ostatni VI(III) Kongres odbył się 7 marca 1937, na którym wyłoniono władze w składzie Rajmund Jaworowski – prezes, Adam Szczypiorski – wiceprezes, Stefania Gliszczyńska – sekretarz generalny, Jan Klępiński – skarbnik.
W 1939 r. Centrala zaprzestała funkcjonowania.

### Organizacje wchodzące w skład CZKZZ
W 1933 Centrala zrzeszała 20 związków, 52 tys. członków, w tym 28,4 tys. płacących składki. Do najsilniejszych organizacji należały:
- Centralny Związek Zawodowy Górników (1930 – 3.000), po rozłamie Klasowy Związek Zawodowy Górników w RP (1935 – 1.235 członków);
- Centralny Związek Zawodowy Metalowców (1939 – ok. 4.000);
- Centralny Związek Zawodowy Robotników i Robotnic Przemysłu Chemicznego (1930 – 2.048, 1935 – 579);
- Centralny Związek Zawodowy Robotników i Robotnic Przemysłu Włókienniczego w RP (1930 2.301, 1935 – 1.116);
- Centralny Związek Zawodowy Robotników Przemysłu Mięsnego (1930 – 1.424, 1935 – 1.744);
- Centralny Związek Robotników Budowlanych (1930 – 4.232, 1935 – 3.877);
- Centralny Związek Zawodowy Pracowników Transportu Rzecznego w Polsce (1930 – 1.738, 1935 – 2.692), przewodniczący Józef Łokietek;
- Centralny Związek Zawodowy Pracowników Zakładów Miejskich i Użyteczności Publicznej w Polsce (1930 – 2.109, 1933 – 1.589). przewodniczący Wacław Preis;
- Związek Zawodowy Pracowników Teatralnych (1930 – 650, 1933 – 1.375);
- Centralny Związek Zawodowy Pracowników Tramwajowych, Autobusowych i Kolejek Dojazdowych (1930 – 1.99, 1935 – 1.080);
- Centralny Związek Zawodowy Kelnerów i Pokrewnych zawodów Przemysłu Gastronomiczno-Hotelowego w Polsce (1929 – 800), w październiku 1931 przeszedł do ZZZ;
- Związek Zawodowy Dozorców Domowych i Służby Domowej w RP (1930 – 11.640, 1935 – 9.048); Przewodniczący Edward Dąbrowski.
- Klasowy Związek Zawodowy Robotników Rolnych i Leśnych (1930 – 10.887) – w 1931 przeszedł do ZZZ; Po rozłamie Centralny Związek Zawodowy Robotników Rolnych i Leśnych w RP (1935 – 3.345);
- Centralny Związek Zawodowy Pracowników Kas Chorych i Ubezpieczeń Społecznych (1930 – 1.092, 1935 – 447).

### Liczebność CZKZZ
| Rok  | Liczba związków | Liczba członków (w tys.) | Płacących składki (w tys.) |
| ---- | --------------- | ------------------------ | -------------------------- |
| 1928 | 10              | 25,4                     | 16,4                       |
| 1929 | 30              | 64,5                     | 32,6                       |
| 1930 | 23              | 68,9                     | 64,6                       |
| 1931 | 14              | 40,7                     | 26,8                       |
| 1932 | 16              | 43,7                     | 33,3                       |
| 1933 | 20              | 52,4                     | 28,4                       |
| 1934 | 21              | 31,8                     | br.dan.                    |
| 1935 | 21              | 35,7                     | br. dan.                   |

### Prasa
Centrala wydawała pismo „Hasło” (od lutego 1931 do grudnia 1936). Redaktorami byli kolejno: Adam Szczypiorski, Antoni Wróblewski, Władysław Oleś.